# Vilmos Leipziger

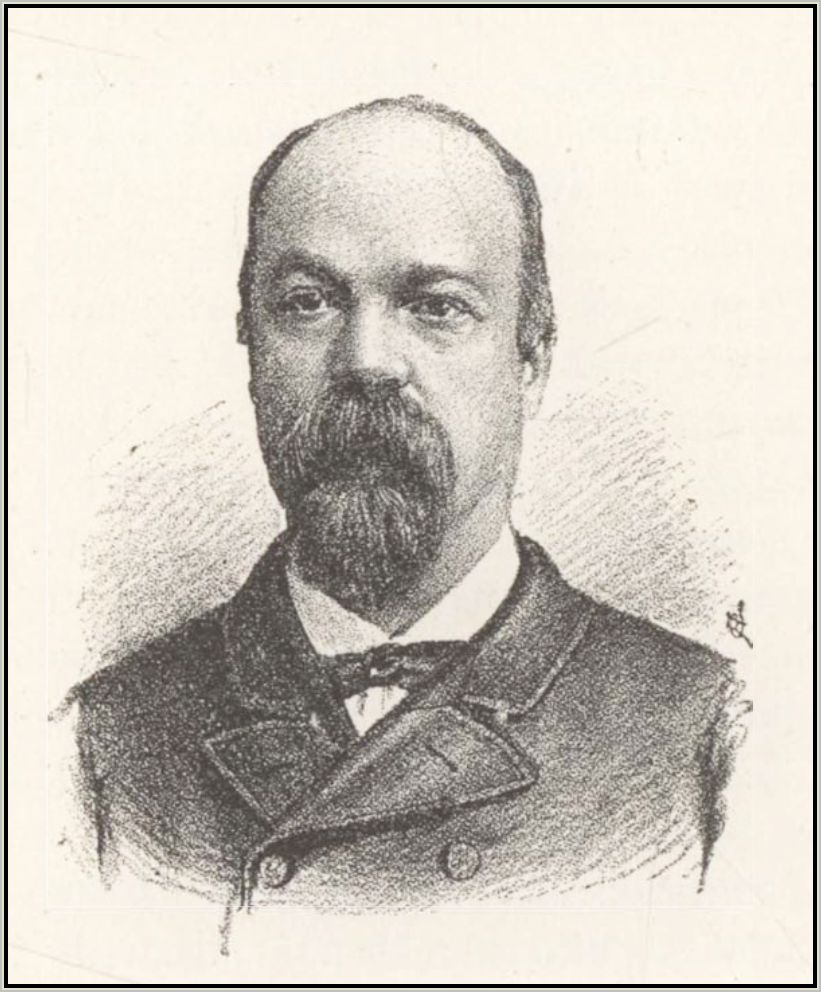
Vilmos Leipziger (1887)

Vilmos Leipziger (* 18. Juni 1840 in Breslau, Provinz Schlesien, Königreich Preußen; † 24. Januar 1913 in Budapest, Österreich-Ungarn) war ein preußischer Großindustrieller.

## Leben
Vilmos Leipziger wurde am 18. Juni 1840 in Breslau, der Provinzhauptstadt Schlesiens, im Südosten des Königreichs Preußen geboren. Über das Leben von Leipziger ist allgemein verhältnismäßig wenig bekannt. Im Alter von 24 Jahren arbeitete er bereits im Unternehmen von Karl Rudolf Friedenthal als Betriebsleiter und war später Prokurist in Friedenthals Fabrik in Breslau tätig. Im Jahre 1874 erhielt er daraufhin die Leitung der Spiritusraffinerie in Pest, die sieben Jahre zuvor von Friedenthal errichtet wurde. Fünf Jahre später gründete Leipziger im Jahre 1879 seine eigene Spiritusfabrik in Alt-Ofen, dem heutigen III. Budapester Stadtbezirk. Die Fabrik entwickelte sich im Laufe der Jahre zur bedeutendsten Industrieanlage Ungarns. Im Jahre 1902 trat Leipziger als einer der Begründer des Ungarischen Industriellenverbandes (Gyáriparosok Országos Szövetsége, kurz GYOSZ) in Erscheinung und war bis zu seinem Tode im Alter von 63 Jahren ein Direktionsmitglied des Verbandes. Des Weiteren war er ein Gründungsmitglied der Magyar Általános Takarékpénztár (dt. Ungarische Allgemeine Sparkasse). Am 24. Januar 1913 starb Leipziger in der transleithanischen Hauptstadt Budapest.